# Matosinhos
Matosinhos és un municipi portuguès, situat al districte de Porto, a la regió del Nord i a la subregió de Gran Porto. L'any 2006 tenia 135.700 habitants. Es divideix en 10 freguesies. Limita al nord amb Vila do Conde, al nord-est amb Maia, al sud amb Porto i a l'oest amb l'oceà Atlàntic.

## Freguesies
- Custóias
- Guifões
- Lavra
- Leça da Palmeira
- Leça do Balio, anteriorment Leça do Bailio
- Matosinhos
- Perafita
- Santa Cruz do Bispo
- São Mamede de Infesta
- Senhora da Hora

## Població
| Població del concelho de Matosinhos (1801 – 2004) | Població del concelho de Matosinhos (1801 – 2004) | Població del concelho de Matosinhos (1801 – 2004) | Població del concelho de Matosinhos (1801 – 2004) | Població del concelho de Matosinhos (1801 – 2004) | Població del concelho de Matosinhos (1801 – 2004) | Població del concelho de Matosinhos (1801 – 2004) | Població del concelho de Matosinhos (1801 – 2004) | Població del concelho de Matosinhos (1801 – 2004) |
| ------------------------------------------------- | ------------------------------------------------- | ------------------------------------------------- | ------------------------------------------------- | ------------------------------------------------- | ------------------------------------------------- | ------------------------------------------------- | ------------------------------------------------- | ------------------------------------------------- |
| 1801                                              | 1849                                              | 1900                                              | 1930                                              | 1960                                              | 1981                                              | 1991                                              | 2001                                              | 2004                                              |
| 7.287                                             | 12.429                                            | 25.071                                            | 50.962                                            | 91.017                                            | 136.498                                           | 151.682                                           | 167.026                                           | 168.451                                           |

## Història
Manuel I li concedí un fur el 30 de setembre de 1514. Fou elevada a ciutat el 28 de juny de 1984.

## Personalitats
- Álvaro Siza Vieira, arquitecte.
- Florbela Espanca, poeta.